# Iwŏn-gun
Iwŏn-gun (koreanska: 리원군) är en kommun i Nordkorea.   Den ligger i provinsen Hamnam, i den östra delen av landet, 280 km nordost om huvudstaden Pyongyang.